# Max Byrd
Pour les articles homonymes, voir Byrd.
Max Byrd, né le 11 avril 1942 à Atlanta, en Géorgie, aux États-Unis, est un écrivain et universitaire américain, auteur de roman policier. Il est l'un des premiers lauréats d'un prix Shamus en 1982, remportant le prix du meilleur livre de poche lors de la première édition avec le roman California Thriller, la première enquête du détective privé Mike Haller.

## Biographie
Il étudie à l'université Harvard où il obtient en 1964 ses diplômes en histoire et en littérature. En 1970, il devient docteur en philosophie. De 1970 à 1976, il est professeur de littérature anglaise spécialisé dans le XVIIIe siècle à l'université Yale, puis à l'université de Californie à Davis.
En 1981, il publie son premier roman policier, California Thriller, premier volet d'une trilogie consacrée à Mike Haller. Ancien journaliste au Los Angeles Times, chargé de la rubrique des faits divers, Haller a démissionné pour s'établir comme détective privé à San Francisco. « Je voudrais avoir dix-neuf ans et être le petit-fils de Philip Marlowe », déclare-t-il dans California Thriller. Ce premier roman reçoit en 1982 le prix Shamus du meilleur livre de poche et est traduit en 1990 dans la collection Polar U.S.A. en France.
Selon Claude Mesplède, « Byrd n'a pas choisi par hasard le patronyme de son personnage. Il en a fait l'antithèse du Mike Hammer de Mickey Spillane ».

## Œuvre

### Romans

#### SérieMike Haller
- California Thriller (1981) Publié en français sous le titre California Thriller, traduction de Jean-Pierre Grasset, Paris, Éditions Gérard de Villiers, Polar U.S.A. no 43, 1990,  (ISBN 2-7386-0127-8).
- Fly Away, Jill (1981)
- Finders Weepers (1983) Publié en français sous le titre Qui va à la chasse perd sa place, traduction de Jean-Pierre Grasset, Paris, Éditions Gérard de Villiers, Polar U.S.A. no 4, 1988,  (ISBN 2-7386-0008-5).

#### Autres romans
- Target of Opportunity (1988)
- Fuse Time (1991)
- Jefferson (1993)
- Jackson (1997)
- Grant (2000)
- Shooting the Sun (2003)
- The Paris Deadline (2012)

## Prix et distinctions
- Prix Shamus du meilleur livre de poche en 1982 pour California Thriller.

## Sources
: document utilisé comme source pour la rédaction de cet article.
- Claude Mesplède (dir.), Dictionnaire des littératures policières, vol. 1 : A - I, Nantes, Joseph K, coll. « Temps noir », 2007, 1054 p. (ISBN 978-2-910-68644-4, OCLC 315873251), p. 333 et 917 (Notices Max Byrd et Mike Haller)